# 231 (число)
Вижте пояснителната страница за други значения на 231.
231 (двеста тридесет и едно) е естествено, цяло число, следващо 230 и предхождащо 232.
Двеста тридесет и едно с арабски цифри се записва „231“, а с римски – „CCXXXI“. Числото 231 е съставено от три цифри от позиционните бройни системи – 2 (две), 3 (три), 1 (едно).

## Общи сведения
- 231 е нечетно число.
- 231-вият ден от невисокосна година е 19 август.
- 231 е година от Новата ера.